# Kell Areskoug
Johan Kellgren Areskoug, més conegut com a Kell Areskoug   (Jönköping, 18 d'agost de 1906 - Örebro, 21 de desembre de 1996), fou un atleta suec, especialista en les curses de tanques, que va competir durant les dècades de 1930 i de 1940.
El 1932 va prendre part en els Jocs Olímpics d'Estiu de Los Angeles, on disputà dues proves del programa d'atletisme. Fou sisè en els 400 metres tanques, mentre en els 400 metres quedà eliminat en sèries. Quatre anys més tard, als Jocs de Berlín, quedà eliminat en sèries en la prova dels 400 metres tanques del programa d'atletisme. El 1938 guanyà una medalla de bronze en els 400 metres tanques al Campionat d'Europa d'atletisme.
Va guanyar sis títols nacionals en els 400 metres tanques (1931, 1933 i de 1935 a 1938).

## Millors marques
- 400 metres. 50.6" (1930)
- 110 metres tanques. 14.9" (1931)
- 400 metres tanques. 53.2" (1932)[1][4]